# 小行星22623
小行星22623（22623 Fisico）是一颗绕太阳运转的小行星，为主小行星带小行星。该小行星于1998年5月22日发现。

## 轨道参数
小行星22623的轨道半长轴为2.3395531 UA，离心率为0.133。